# Arnulphe de Cornibout
 (décembre 2021).
Si vous disposez d'ouvrages ou d'articles de référence ou si vous connaissez des sites web de qualité traitant du thème abordé ici, merci de compléter l'article en donnant les références utiles à sa vérifiabilité et en les liant à la section « Notes et références ».

## Biographie
Saint Arnulphe (ou Arnoul) de Cornibout, né en 1180 et mort en 1228, est un frère convers cistercien de l'abbaye de Villers-en Brabant (Belgique), saint de l'Église catholique fêté le 30 juin. Sa sanctification résulterait des nombreuses visions qu'il aurait eu des Sept joies de la Vierge. Les cisterciens ont particulièrement favorisé la dévotion à ces évènements de la vie de Marie. 
Sa biographie (hagiographique) a été écrite en deux livres par un de ses confrères, Goswin, chantre de la même abbaye. Éditée à Arras en 1660, elle a été insérée par les Bollandistes dans les Acta Sanctorum en date du 30 juin (BHL n°713).